# Синт Ламбрехтс - Волюве
Синт Ламбрехтс – Волюве (на нидерландски: Sint-Lambrechts-Woluwe; на френски: Woluwe-Saint-Lambert) е селище в Централна Белгия, една от 19-те общини на Столичен регион Брюксел. Населението му е около 48 000 души (2006).

## Известни личности
Починали в Синт Ламбрехтс – Волюве
- Ерже (1907-1983), автор на комикси
- Леополд III (1901-1983), крал
- Тео Льофевр (1914-1973), политик